# Roger Rochard
Roger Rochard (ur. 20 kwietnia 1913 w Évreux, zm. 24 lutego 1993 tamże) – francuski lekkoatleta długodystansowiec, mistrz Europy.
Startował na igrzyskach olimpijskich w 1932 w Los Angeles, ale nie ukończył biegu finałowego na 5000 metrów. Na mistrzostwach Europy w 1934 w Turynie niespodziewanie zdobył w tej konkurencji złoty medal, wyprzedzając faworytów – Janusza Kusocińskiego i Ilmara Salminena. Uzyskał wówczas czas 14:36,8, co było rekordem Francji.
Na igrzyskach olimpijskich w 1936 w Berlinie odpadł w eliminacjach biegu na 5000 metrów, a na mistrzostwach Europy w 1938 w Paryżu zajął na tym dystansie 8. miejsce.
Był mistrzem Francji w biegu na 5000 metrów w 1931, 1932, 1934 i 1935, wicemistrzem w biegu przełajowym w 1934, a także brązowym medalistą w biegu na 5000 metrów w 1933 i 1939 oraz w biegu na 1500 metrów w 1941.

## Rekordy życiowe
- bieg na 1500 metrów – 3:59,4 (1934)
- bieg na 2000 metrów – 5:28,0 (1934)
- bieg na 3000 metrów – 8:25,7 (1938)
- bieg na 2 mile – 9:21,8 (1934)
- bieg na 3 mile – 14:27,8 (1938)
- bieg na 5000 metrów – 14:36,8 (1934)[6]